# Spelobia tufta
Spelobia tufta är en tvåvingeart som beskrevs av Marshall 1985. Spelobia tufta ingår i släktet Spelobia och familjen hoppflugor. Inga underarter finns listade i Catalogue of Life.